# Turowo (powiat przasnyski)
Turowo – wieś w Polsce, położona w województwie mazowieckim, w powiecie przasnyskim, w gminie Czernice Borowe. Ma status sołectwa.
W skład sołectwa Turowo wchodzą także Skierki.
| SIMC    | Nazwa   | Rodzaj     |
| ------- | ------- | ---------- |
| 0113260 | Skierki | przysiółek |

W latach 1975–1998 wieś należała administracyjnie do województwa ciechanowskiego.